# Borne Sulinowo
Pour la gmina, voir Borne Sulinowo (gmina).
Borne Sulinowo (en allemand : Groß Born, anciennement Linde) est une ville de la voïvodie de Poméranie-Occidentale, dans le nord-ouest de la Pologne. Elle est le siège de la commune de Borne Sulinowo, dans le powiat de Szczecinek. Sa population s'éleve à environ 5 000 habitants.

## Géographie

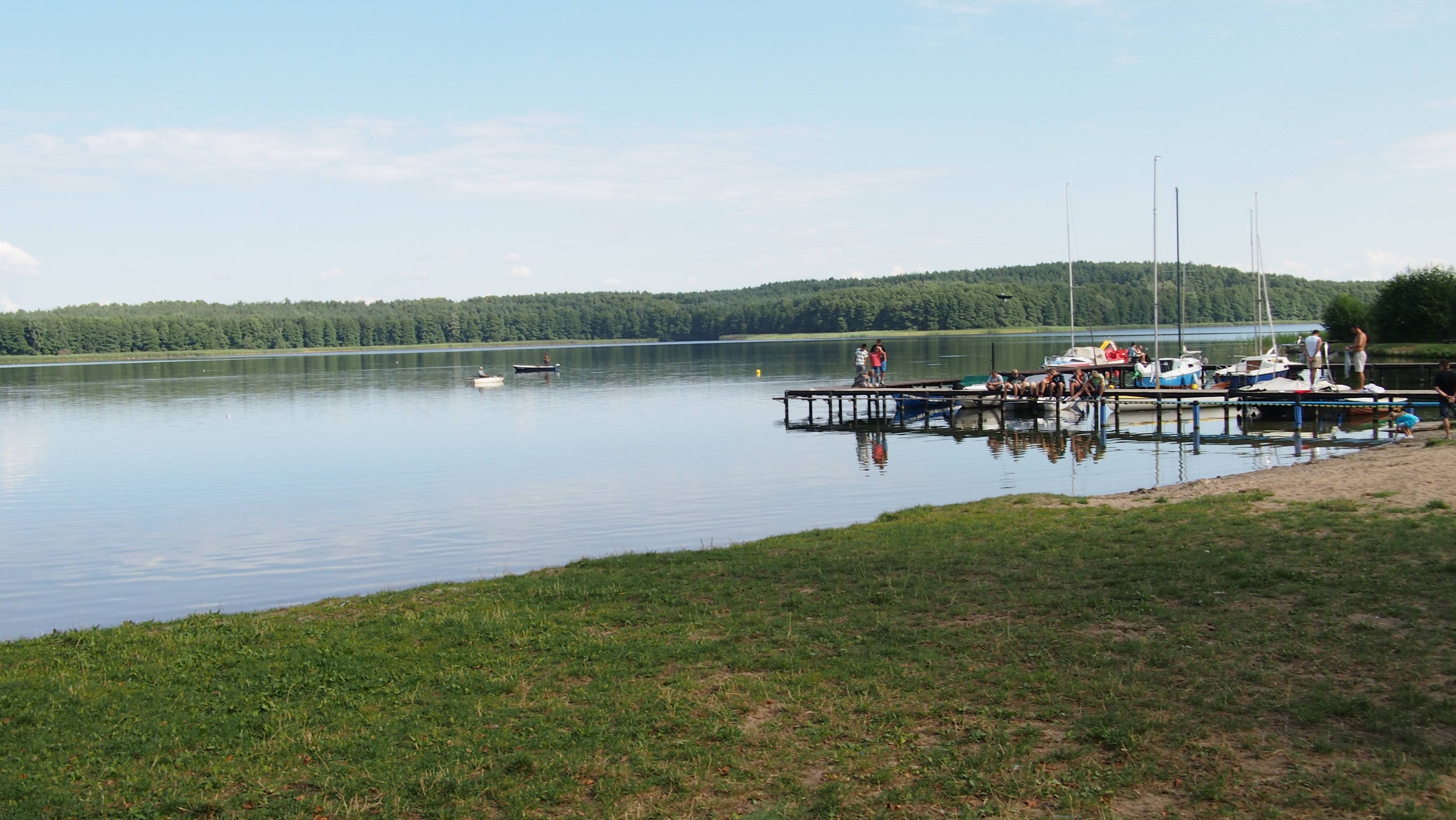
Au bord du lac Pile.

La ville se situe dans la région historique de Poméranie ultérieure, à 18 kilomètres au sud-ouest de Szczecinek. Elle est entourée de nombreux lacs, de landes et de forêts.

## Histoire
Les deux villages de Linde et de Groß Born sont fondés dans l'ancien duché de Poméranie au XVIe siècle. Dès 1653, ces villages font partie de la province de Poméranie au sein de l'État de Brandebourg-Prusse, incorporés dans l'arrondissement de Neustettin. À partir de 1815, l'arrondissement appartenait au district de Köslin, une subdivision de la province de Poméranie du royaume de Prusse. En 1871, cette zone fait partie du nouveau Reich allemand.

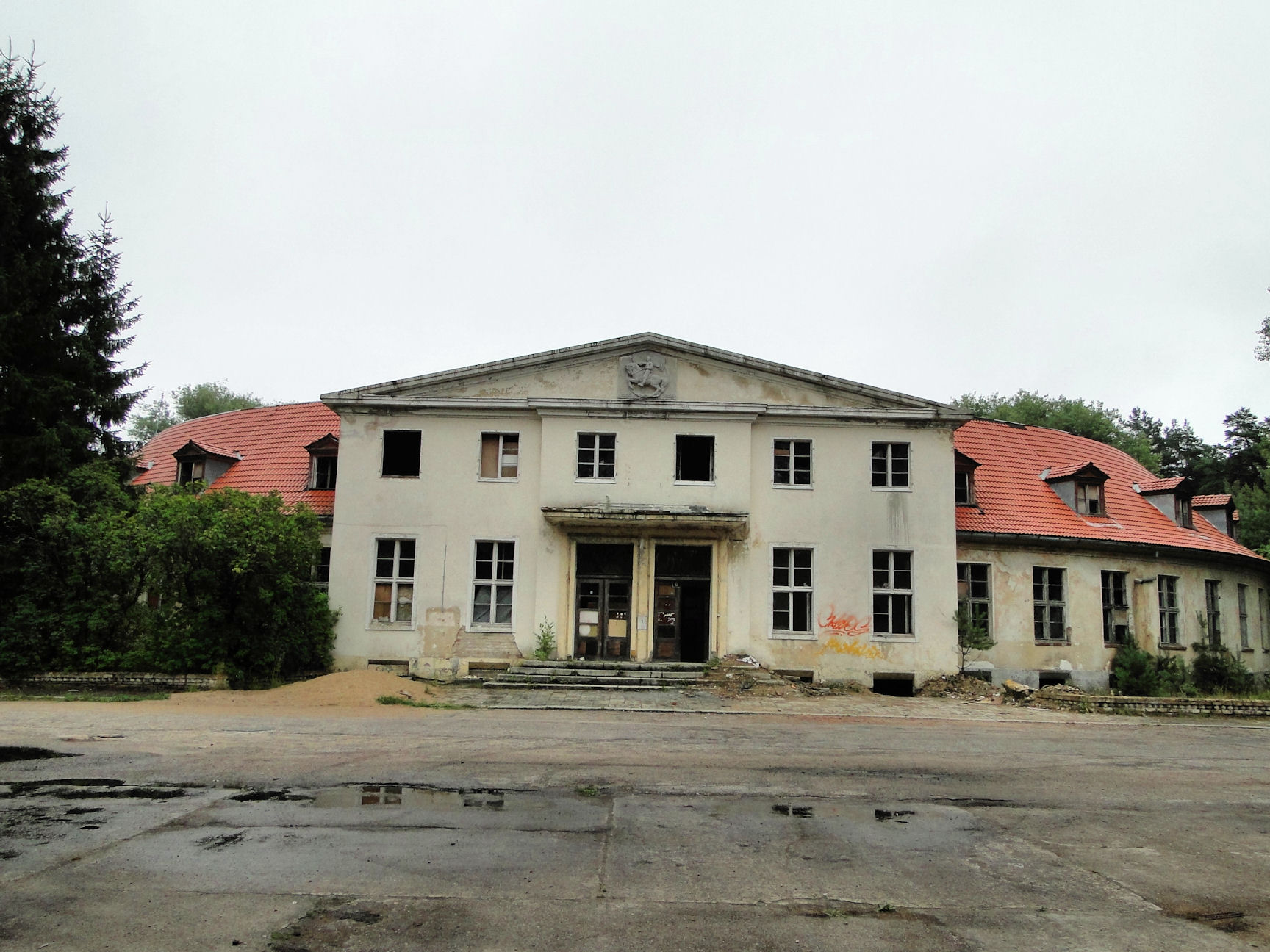
Ancien mess des officiers.

À partir de 1919, un vaste terrain d'essai a été établi à Groß Born par la Reichswehr, pour la formation des soldats de l'artillerie. Le centre urbain actuel fut construit en tant qu'une implantation militaire ; une deuxième caserne fut établi en 1935 à Westfalenhof (aujourd'hui la ville fantôme de Kłomino) à quelques kilomètres au sud. À ce temps, la Wehrmacht est issue de la Reichswehr, sur ordre du gouvernement de l'Allemagne nazie. Le nouveau polygone militaire, inauguré par Hitler en 1936, a joué un rôle significatif pendant la campagne de Pologne au début de la Seconde Guerre mondiale, en septembre 1939, et notamment pour le déploiement des troupes blindées (Panzer) sous le commandement de Heinz Guderian avant la bataille de la forêt de Tuchola. Ici se préparait également l'Afrika Korps commandé par le général Erwin Rommel. L'Oflag II-D, un camp de prisonniers de guerre, est ouvert en 1939 sur le terrain militaire à Westfalenhof. 
En 1945, le terrain fut conquis par l'Armée rouge pendant l'offensive de Poméranie orientale. Après la Deuxième Guerre mondiale, la zone est englobée dans les nouveaux territoires de l’ouest de la république de Pologne, mais en réalité elle passe sous contrôle soviétique : le polygone et la ville sont utilisés par l'Armée soviétique qui en fait une zone fermée hors de la juridiction polonaise (au point que les cartes topographiques officielles n’indiquent pas son existence : la zone est cartographiée comme étant une forêt). Après le départ des forces russes de Pologne en octobre 1992, la zone est finalement transférée pleinement aux Polonais. L'année suivante, Borne Sulinowo a reçu sa reconnaissance officielle en tant que ville.

## Tourisme
La ville organise depuis 2004 le Międzynarodowy Zlot Pojazdów Militarnych, un rassemblement international de blindés, rassemblant pour les touristes des traces de l’occupation soviétique.